# Gurkowo (Oblast Stara Sagora)
Gurkowo (auch Gurkovo geschrieben, bulgarisch Гурково) ist eine Stadt in Süd-Bulgarien. Sie liegt in der Oblast Stara Sagora, 30 km nordöstlich von Stara Sagora, 3 km nördlich von Nikolaewo.
Gurkowo ist das Verwaltungszentrum der gleichnamigen Gemeinde Gurkowo.
Im 19. Jahrhundert hatte Gurkowo den Doppelnamen Chajnito (auch Chainito oder Chaineto) und Kuloptschin. Von Chajnito leitet sich auch der alte Name des Chainboas-Gebirgspasses, heute Pass der Republik ab. Kuloptschin wurde 1906 in Gurkowo umbenannt und trug von 1940 bis 1947 den Namen General Gurkowo. Gurkowo wurde 1974 zur Stadt erhoben.
Die Stadt ist nach General Josef Gurko benannt, unter dessen Führung 1877 im Russisch-Osmanischen Krieg die Stadt Stara Sagora durch die russischen Truppen eingenommen wurde.

## Geografie
Die Stadt liegt in Zentralbulgarien, im östlichen Teil des Rosentals, eingeschlossen zwischen den Bergzügen des Balkangebirges und des Sredna Gora.
Durch das Gebiet der Gemeinde Gurkowo fließen die Flüsse Tundscha, Radowa (bulg. Радова) und Lasowa (bulg. Лазова). Weiterhin liegt dort der Stausee Schrebtschewo (bulg. язовир Жребчево), der die Tundscha staut. Dieser Stausee ist der drittgrößte Bulgariens, nach den Stauseen Iskar-Stausee und Studen kladenez.

## Gemeindegliederung
Die Gemeinde Gurkowo hat umfasst 292 km² mit 11 Siedlungen mit 5441 Einwohnern (15. September 2010). Die Gemeinde wurde erst 1997 als selbständige Verwaltungseinheit neu geschaffen.
Die Gemeinde Gurkowo umfasst neben der Stadt Gurkowo die Dörfer:
- Brestowa
- Dimowzi
- Dworischte
- Konare
- Ljawa reka
- Panitscherewo
- Ptschelinowo
- Schaltpol
- Schergowez
- Slati rat

Durch das Territorium der Gemeinde führen zwei wichtige Verkehrsverbindungen:
- die Passstraße über den Pass der Republik (bulg. Проход на Републиката), die das Balkangebirge durchquert und Nord- mit Süd-Bulgarien verbindet
- die Autobahn Awtomagistrala A1 „Trakiya“, die Sofia mit Burgas verbindet.

Parallel zur Awtomagistrala A1 „Trakiya“ verläuft die Vorgebirgseisenbahnlinie (bulg. подбалканска железопътна линия).

## Wirtschaft
Der größte und wichtigste Betrieb in der Stadt ist Bulmetal (bulg. Булметал), der als Marktführer in Bulgarien Metallverpackungen herstellt – für die Nahrungsmittelindustrie (Konserven), die chemische Industrie (Farbverpackungen, Sprayflaschen, Dosen) und die kosmetische Industrie. Ein weiterer wichtiger Wirtschaftszweig ist der Holzeinschlag, teilweise für den Export, und die Holzverarbeitung.
Die Entfernung zu wichtigen Wirtschafts- und Verwaltungszentren der Umgebung beträgt 40 bis 50 km: Stara Sagora, Kasanlak, Nowa Sagora und Weliko Tarnowo.

## Sonstiges
In der Stadt gibt es ein Museum das dem Esel gewidmet ist, der im ländlichen Bulgarien noch weit verbreitet ist. Jährlich wird ein Eselrennen mit Eselkarren durchgeführt, das meist am 3. September stattfindet, der auch der „Festtag der Rose“ ist und an dem der Schönheitswettbewerb „Miss Rose“ durchgeführt wird.
Das Folklorefestival Der Balkan singt und erzählt (bulg. Балканът пее и разказва) wird im jährlichen Rotationsverfahren in sechs Städten durchgeführt, außer Gurkowo noch in Elena, Drjanowo, Kotel, Twardiza und Trjawna.